# لواء ذيبان
لواء ذيبان هو تقسم إداري ثاني يتبع محافظة مادبا في الأردن، مركزه مدينة ذيبان.  بلغ عدد سكانه في عام 2009 حوالي 32,870 نسمة.

## التقسيم الإداري
يُقسم هذا  اللواء إلى كل من الأقضية التالية:
- قضاء قصبة ذيبان: يشكّل سكانه 14,270 نسمة من العدد الإجمالي لسكان اللواء، ويضم كل من البلدات والمناطق التالية: ذيبان  · الصفا  · المشرفة  · العالية  · فلحا  · عموريا  · أم شجيرة الشرقية  · أم شجيرة الغربية  · الريحانية  · عراعر  · أم شجرة  · الذهيبة  · المثلوثة  · الخالدية  · النهضة  · المنشية  · برزة  · القاسمية  · الشقيق  · القبيبة.
- قضاء العريض: يشكّل سكانه 4,620 نسمة من العدد الإجمالي لسكان اللواء، ويضم كل من البلدات والمناطق التالية: العريض  · البقيع  · الهاشمية  · عطروز  · المحمدية  · الزهراء  · النامية  · القريات  · مكاور  · الزارة  · الدير  · بلوطة  · الجديدة  · الزبنة
- قضاء مليح: يشكّل سكانه 13,980 نسمة من العدد الإجمالي لسكان اللواء، ويضم كل من البلدات والمناطق التالية: مليح  · لب  · دليلة الحمايدة  · الوالة  · نزهة الوالة  · الغدير  · الراشدية  · الحياض  · تجمع السن  · تجمع المسيعدات.